# Liste der National Wildlife Refuges der Vereinigten Staaten
Zum August 2021 gab es 568 National Wildlife Refuges in den Vereinigten Staaten. Refuges mit Anteilen in mehreren Bundesstaaten werden nur in den Staaten gelistet, in denen sich der Haupteingang für Besucher befindet. Das jüngste Refuge ist das Green River National Wildlife Refuge in Colorado.
Die Vereinigten Staaten sind in acht administrative Regionen aufgeteilt:
| - Pacific Region (Region 1) - Idaho - Oregon - Washington - Hawaii - Außengebiete der Vereinigten Staaten | - Southwest Region (Region 2) - Arizona - New Mexico - Oklahoma - Texas | - Midwest Region (Region 3) - Illinois - Indiana - Iowa - Michigan - Missouri - Minnesota - Ohio - Wisconsin | - Southeast Region (Region 4) - Alabama - Arkansas - Florida - Georgia - Kentucky - Louisiana - Mississippi - North Carolina - South Carolina - Tennessee |

| - Northeast Region (Region 5) - Connecticut - Delaware - Maine - Maryland - Massachusetts - New Hampshire - New Jersey - New York - Pennsylvania - Rhode Island - Vermont - Virginia - West Virginia | - Mountain-Prairie Region (Region 6) - Colorado - Kansas - Montana - North Dakota - Nebraska - South Dakota - Utah - Wyoming | - Alaska Region (Region 7) - Alaska | - Pacific Southwest Region (Region 8) - Kalifornien - Nevada |

## Alabama
- Bon Secour National Wildlife Refuge
- Cahaba River National Wildlife Refuge
- Choctaw National Wildlife Refuge
- Eufaula National Wildlife Refuge
- Fern Cave National Wildlife Refuge
- Key Cave National Wildlife Refuge
- Mountain Longleaf National Wildlife Refuge
- Sauta Cave National Wildlife Refuge
- Watercress Darter National Wildlife Refuge
- Wheeler National Wildlife Refuge

## Alaska
- Alaska Maritime National Wildlife Refuge
- Alaska Peninsula National Wildlife Refuge
- Arctic National Wildlife Refuge
- Becharof National Wildlife Refuge
- Innoko National Wildlife Refuge
- Izembek National Wildlife Refuge
- Kanuti National Wildlife Refuge
- Kenai National Wildlife Refuge
- Kodiak National Wildlife Refuge
- Koyukuk National Wildlife Refuge
- Nowitna National Wildlife Refuge
- Selawik National Wildlife Refuge
- Tetlin National Wildlife Refuge
- Togiak National Wildlife Refuge
- Yukon Delta National Wildlife Refuge
- Yukon Flats National Wildlife Refuge

## Arizona
- Bill Williams River National Wildlife Refuge
- Buenos Aires National Wildlife Refuge
- Cabeza Prieta National Wildlife Refuge
- Cibola National Wildlife Refuge
- Havasu National Wildlife Refuge
- Imperial National Wildlife Refuge
- Kofa National Wildlife Refuge
- Leslie Canyon National Wildlife Refuge
- San Bernardino National Wildlife Refuge

## Arkansas
- Cache River National Wildlife Refuge
  - Bald Knob National Wildlife Refuge
- Felsenthal National Wildlife Refuge
  - Overflow National Wildlife Refuge
  - Pond Creek National Wildlife Refuge
- Holla Bend National Wildlife Refuge
  - Logan Cave National Wildlife Refuge
- Wapanocca National Wildlife Refuge
  - Big Lake National Wildlife Refuge
- White River National Wildlife Refuge

## Colorado
- Alamosa National Wildlife Refuge
- Arapaho National Wildlife Refuge
- Baca National Wildlife Refuge
- Browns Park National Wildlife Refuge
- Rocky Flats National Wildlife Refuge
- Monte Vista National Wildlife Refuge
- Rocky Mountain Arsenal National Wildlife Refuge
- Two Ponds National Wildlife Refuge

## Connecticut
- Stewart B. McKinney National Wildlife Refuge

## Delaware
- Bombay Hook National Wildlife Refuge
- Prime Hook National Wildlife Refuge
- Killcohook National Wildlife Refuge (Der Status wurde vom Kongress im Oktober 1998 aufgehoben.)

## Florida
- Arthur R. Marshall Loxahatchee National Wildlife Refuge
  - Hobe Sound National Wildlife Refuge
- Chassahowitzka National Wildlife Refuge
  - Crystal River National Wildlife Refuge
  - Egmont Key National Wildlife Refuge
  - Passage Key National Wildlife Refuge
  - Pinellas National Wildlife Refuge
- Everglades Headwaters National Wildlife Refuge and Conservation Area
- Florida Panther National Wildlife Refuge
- J.N. 'Ding' Darling National Wildlife Refuge
  - Caloosahatchee National Wildlife Refuge
  - Island Bay National Wildlife Refuge
  - Matlacha Pass National Wildlife Refuge
  - Pine Island National Wildlife Refuge
- Lake Woodruff National Wildlife Refuge
- Lower Suwannee National Wildlife Refuge
  - Cedar Keys National Wildlife Refuge
- Merritt Island National Wildlife Refuge
  - Archie Carr National Wildlife Refuge
  - Lake Wales Ridge National Wildlife Refuge
  - Pelican Island National Wildlife Refuge
  - St. Johns National Wildlife Refuge
- National Key Deer Refuge
  - Crocodile Lake National Wildlife Refuge
  - Great White Heron National Wildlife Refuge
  - Key West National Wildlife Refuge
- Okefenokee National Wildlife Refuge (verwaltet in Georgia)
- St. Marks National Wildlife Refuge
- St. Vincent National Wildlife Refuge
- Ten Thousand Islands National Wildlife Refuge

## Georgia
- Eufaula National Wildlife Refuge
- Okefenokee National Wildlife Refuge
  - Banks Lake National Wildlife Refuge
- Piedmont National Wildlife Refuge
  - Bond Swamp National Wildlife Refuge
- Savannah Coastal Refuges Complex
  - Blackbeard Island National Wildlife Refuge
  - Harris Neck National Wildlife Refuge
  - Savannah National Wildlife Refuge
  - Wassaw National Wildlife Refuge
  - Wolf Island National Wildlife Refuge

## Hawaii
- Big Island National Wildlife Refuge Complex
  - Hakalau Forest National Wildlife Refuge
  - Kona Forest National Wildlife Refuge
- Hawaiian Islands National Wildlife Refuge
- Kauai National Wildlife Refuge Complex
  - Hanalei National Wildlife Refuge
  - Huleia National Wildlife Refuge
  - Kīlauea Point National Wildlife Refuge
- Maui National Wildlife Refuge Complex
  - Kakahaia National Wildlife Refuge
  - Kealia Pond National Wildlife Refuge
- Oahu National Wildlife Refuge Complex
  - James Campbell National Wildlife Refuge
  - Oahu Forest National Wildlife Refuge

## Idaho
- Deer Flat National Wildlife Refuge
- Kootenai National Wildlife Refuge
- Southeast Idaho National Wildlife Refuge Complex
  - Bear Lake National Wildlife Refuge
  - Camas National Wildlife Refuge
  - Grays Lake National Wildlife Refuge
  - Minidoka National Wildlife Refuge
- Oxford Slough Waterfowl Production Area

## Illinois
- Chautauqua National Wildlife Refuge
- Crab Orchard National Wildlife Refuge
- Cypress Creek National Wildlife Refuge
- Emiquon National Wildlife Refuge
- Hackmatack National Wildlife Refuge
- Kankakee National Wildlife Refuge and Conservation Area
- Mark Twain National Wildlife Refuge Complex
- Meredosia National Wildlife Refuge
- Middle Mississippi River National Wildlife Refuge
- Two Rivers National Wildlife Refuge

## Indiana
- Big Oaks National Wildlife Refuge
- Muscatatuck National Wildlife Refuge
- Patoka River National Wildlife Refuge and Management Area

## Iowa
- DeSoto National Wildlife Refuge
- Driftless Area National Wildlife Refuge
- Iowa Wetland Management District
- Neal Smith National Wildlife Refuge
- Port Louisa National Wildlife Refuge
- Union Slough National Wildlife Refuge

## Kalifornien
- Coachella Valley National Wildlife Refuge
- Castle Rock National Wildlife Refuge
- Grasslands Wildlife Management Area
- Hopper Mountain National Wildlife Refuge Complex
  - Bitter Creek National Wildlife Refuge
  - Blue Ridge National Wildlife Refuge
  - Hopper Mountain National Wildlife Refuge
  - Guadalupe-Nipomo Dunes National Wildlife Refuge
- Humboldt Bay National Wildlife Refuge
  - Lanphere Dunes
- Kern National Wildlife Refuge
- Klamath Basin National Wildlife Refuges Complex (CA und OR)
  - Clear Lake National Wildlife Refuge
  - Lower Klamath National Wildlife Refuge
  - Tule Lake National Wildlife Refuge
- Modoc National Wildlife Refuge
- North Central Valley Wildlife Management Area
- Pixley National Wildlife Refuge
- Sacramento National Wildlife Refuge Complex
  - Butte Sink National Wildlife Refuge
  - Butte Sink Wildlife Management Area
  - Colusa National Wildlife Refuge
  - Delevan National Wildlife Refuge
  - Sacramento National Wildlife Refuge
  - Sacramento River National Wildlife Refuge
  - Sutter National Wildlife Refuge
- San Diego Bay National Wildlife Refuge
- San Diego National Wildlife Refuge
- San Francisco Bay National Wildlife Refuge Complex
  - Antioch Dunes National Wildlife Refuge
  - Don Edwards San Francisco Bay National Wildlife Refuge
  - Ellicott Slough National Wildlife Refuge
  - Farallon National Wildlife Refuge
  - Marin Islands National Wildlife Refuge
  - Salinas River National Wildlife Refuge
  - San Pablo Bay National Wildlife Refuge
- San Luis National Wildlife Refuge Complex
  - San Luis National Wildlife Refuge
  - Merced National Wildlife Refuge
  - San Joaquin River National Wildlife Refuge
  - Grasslands Wildlife Management Area
- Seal Beach National Wildlife Refuge
- Sonny Bono Salton Sea National Wildlife Refuge
- Stone Lakes National Wildlife Refuge
- Tijuana Slough National Wildlife Refuge
- Willow Creek-Lurline Wildlife Management Area

## Kansas
- Flint Hills National Wildlife Refuge
- Kirwin National Wildlife Refuge
- Marais des Cygnes National Wildlife Refuge
- Quivira National Wildlife Refuge

## Kentucky
- Clarks River National Wildlife Refuge
- Green River National Wildlife Refuge

## Louisiana
- Bayou Cocodrie National Wildlife Refuge
- Cat Island National Wildlife Refuge
- Catahoula National Wildlife Refuge
- East Cove National Wildlife Refuge
- Lake Ophelia National Wildlife Refuge
  - Grand Cote National Wildlife Refuge
- Mandalay National Wildlife Refuge
  - Bayou Teche National Wildlife Refuge
- North Louisiana Refuge Complex
  - Black Bayou Lake National Wildlife Refuge
  - D’Arbonne National Wildlife Refuge
  - Handy Brake National Wildlife Refuge
  - Louisiana Wetland Management District
  - Red River National Wildlife Refuge
  - Upper Ouachita National Wildlife Refuge
- Southeast Louisiana National Wildlife Refuge Complex
  - Atchafalaya National Wildlife Refuge
  - Bayou Sauvage National Wildlife Refuge
  - Big Branch Marsh National Wildlife Refuge
  - Bogue Chitto National Wildlife Refuge
  - Breton National Wildlife Refuge
  - Delta National Wildlife Refuge
  - Shell Keys National Wildlife Refuge
- Southwest Louisiana National Wildlife Refuge Complex
  - Cameron Prairie National Wildlife Refuge
  - Lacassine National Wildlife Refuge
  - Sabine National Wildlife Refuge
- Tensas River National Wildlife Refuge

## Maine
- Aroostook National Wildlife Refuge
- Carlton Pond Waterfowl Production Area
- Cross Island National Wildlife Refuge
- Franklin Island National Wildlife Refuge
- Moosehorn National Wildlife Refuge
- Petit Manan National Wildlife Refuge
- Pond Island National Wildlife Refuge
- Rachel Carson National Wildlife Refuge
- Seal Island National Wildlife Refuge
- Sunkhaze Meadows National Wildlife Refuge

## Maryland
- Chesapeake Marshlands National Wildlife Refuge Complex
  - Blackwater National Wildlife Refuge
  - Martin National Wildlife Refuge
  - Susquehanna River National Wildlife Refuge
- Eastern Neck National Wildlife Refuge
- Patuxent Research Refuge

## Massachusetts
- Assabet River National Wildlife Refuge
- Great Meadows National Wildlife Refuge
- Mashpee National Wildlife Refuge
- Massasoit National Wildlife Refuge
- Monomoy National Wildlife Refuge
- Nantucket National Wildlife Refuge
- Nomans Land Island National Wildlife Refuge
- Oxbow National Wildlife Refuge
- Parker River National Wildlife Refuge
- Silvio O. Conte National Fish and Wildlife Refuge
- Thacher Island National Wildlife Refuge

## Michigan
- Detroit River International Wildlife Refuge
- Harbor Island National Wildlife Refuge
- Huron National Wildlife Refuge
- Kirtlands Warbler Wildlife Management Area
- Michigan Wetland Management District
- Michigan Islands National Wildlife Refuge
- Seney National Wildlife Refuge
- Shiawassee National Wildlife Refuge

## Minnesota
- Agassiz National Wildlife Refuge
- Big Stone National Wildlife Refuge
- Big Stone Wetland Management District
- Crane Meadows National Wildlife Refuge
- Detroit Lakes Wetland Management District
- Fergus Falls Wetland Management District
- Glacial Ridge National Wildlife Refuge
- Hamden Slough National Wildlife Refuge
- Litchfield Wetland Management District
- Mille Lacs National Wildlife Refuge
- Minnesota Valley National Wildlife Refuge
- Minnesota Valley Wetland Management District
- Morris Wetland Management District
- Northern Tallgrass Prairie National Wildlife Refuge
- Rice Lake National Wildlife Refuge
- Rydell National Wildlife Refuge
- Sherburne National Wildlife Refuge
- Tamarac National Wildlife Refuge
- Upper Mississippi River National Wildlife and Fish Refuge
- Windom Wetland Management District

## Mississippi
- Bogue Chitto National Wildlife Refuge
- Coldwater River National Wildlife Refuge
- Mississippi Sandhill Crane National Wildlife Refuge
  - Grand Bay National Wildlife Refuge
- Mississippi Wetlands Management District
  - Dahomey National Wildlife Refuge
  - Tallahatchie National Wildlife Refuge
- Noxubee National Wildlife Refuge
- St. Catherine Creek National Wildlife Refuge
- Theodore Roosevelt National Wildlife Refuge Complex
  - Hillside National Wildlife Refuge
  - Holt Collier National Wildlife Refuge
  - Mathews Brake National Wildlife Refuge
  - Morgan Brake National Wildlife Refuge
  - Panther Swamp National Wildlife Refuge
  - Theodore Roosevelt National Wildlife Refuge
  - Yazoo National Wildlife Refuge

## Missouri
- Big Muddy National Fish and Wildlife Refuge
- Clarence Cannon National Wildlife Refuge
- Great River National Wildlife Refuge
- Mingo National Wildlife Refuge
- Ozark Cavefish National Wildlife Refuge
- Pilot Knob National Wildlife Refuge
- Squaw Creek National Wildlife Refuge
- Swan Lake National Wildlife Refuge

## Montana
- Benton Lake National Wildlife Refuge
  - Benton Lake Wetland Management District
- Bowdoin National Wildlife Refuge
  - Black Coulee National Wildlife Refuge
  - Creedman Coulee National Wildlife Refuge
  - Hewitt Lake National Wildlife Refuge
  - Lake Thibadeau National Wildlife Refuge
- Charles M. Russell National Wildlife Refuge
  - Hailstone National Wildlife Refuge
  - Halfbreed Lake National Wildlife Refuge
  - Lake Mason National Wildlife Refuge
  - War Horse National Wildlife Refuge
  - UL Bend National Wildlife Refuge
- Lee Metcalf National Wildlife Refuge
- Medicine Lake National Wildlife Refuge
  - Lamesteer National Wildlife Refuge
- National Bison Range Complex
  - National Bison Range
  - Lost Trail National Wildlife Refuge
  - Ninepipe National Wildlife Refuge
  - Northwest Montana Wetland Management District
  - Pablo National Wildlife Refuge
  - Swan River National Wildlife Refuge
- Red Rock Lakes National Wildlife Refuge

## Nebraska
- Boyer Chute National Wildlife Refuge
- Crescent Lake National Wildlife Refuge
- DeSoto National Wildlife Refuge
- Fort Niobrara National Wildlife Refuge
- John and Louise Seier National Wildlife Refuge
- North Platte National Wildlife Refuge
- Rainwater Basin Wetland Management District
- Valentine National Wildlife Refuge

## Nevada
- Anaho Island National Wildlife Refuge
- Desert National Wildlife Refuge Complex
  - Ash Meadows National Wildlife Refuge
  - Desert National Wildlife Refuge
  - Moapa Valley National Wildlife Refuge
  - Pahranagat National Wildlife Refuge
- Fallon National Wildlife Refuge
- Ruby Lake National Wildlife Refuge
- Stillwater National Wildlife Refuge
- Sheldon-Hart Mountain National Wildlife Refuge Complex (NV und OR)
  - Sheldon National Wildlife Refuge

## New Hampshire
- Great Bay National Wildlife Refuge
- John Hay National Wildlife Refuge
- Umbagog National Wildlife Refuge
- Wapack National Wildlife Refuge

## New Jersey
- Cape May National Wildlife Refuge
- Edwin B. Forsythe National Wildlife Refuge
- Great Swamp National Wildlife Refuge
- Supawna Meadows National Wildlife Refuge
- Wallkill River National Wildlife Refuge (zusammen mit NY)

## New Mexico
- Bitter Lake National Wildlife Refuge
- Bosque del Apache National Wildlife Refuge
- Grulla National Wildlife Refuge
- Las Vegas National Wildlife Refuge
- Maxwell National Wildlife Refuge
- Rio Mora National Wildlife Refuge and Conservation Area
- San Andres National Wildlife Refuge
- Sevilleta National Wildlife Refuge
- Valle de Oro National Wildlife Refuge

## New York
- Great Thicket National Wildlife Refuge
- Iroquois National Wildlife Refuge
- Long Island National Wildlife Refuge Complex
  - Amagansett National Wildlife Refuge
  - Conscience Point National Wildlife Refuge
  - Elizabeth A. Morton National Wildlife Refuge
  - Oyster Bay National Wildlife Refuge
  - Sayville National Wildlife Refuge
  - Seatuck National Wildlife Refuge
  - Target Rock National Wildlife Refuge
  - Wertheim National Wildlife Refuge
- Montezuma National Wildlife Refuge
- Shawangunk Grasslands National Wildlife Refuge
- Wallkill River National Wildlife Refuge (zusammen mit NJ)

## North Carolina
- Alligator River National Wildlife Refuge
  - Pea Island National Wildlife Refuge
- Mackay Island National Wildlife Refuge
  - Currituck National Wildlife Refuge
- Mattamuskeet National Wildlife Refuge
  - Cedar Island National Wildlife Refuge
  - Swanquarter National Wildlife Refuge
- Mountain Bogs National Wildlife Refuge
- Pee Dee National Wildlife Refuge
- Pocosin Lakes National Wildlife Refuge
- Roanoke River National Wildlife Refuge

## North Dakota
- Arrowwood National Wildlife Refuge Complex
  - Arrowwood National Wildlife Refuge
    - Johnson Lake National Wildlife Refuge

  - Arrowwood Wetland Management District
  - Chase Lake National Wildlife Refuge
  - Chase Lake Wetland Management District
    - Halfway Lake National Wildlife Refuge

  - Valley City Wetland Management District
    - Hobart Lake National Wildlife Refuge
    - Sibley Lake National Wildlife Refuge
    - Stoney Slough National Wildlife Refuge
    - Tomahawk National Wildlife Refuge
- Audubon National Wildlife Refuge Complex
  - Audubon National Wildlife Refuge
    - Camp Lake National Wildlife Refuge
    - Hiddenwood National Wildlife Refuge
    - Lake Nettie National Wildlife Refuge
    - Lake Otis National Wildlife Refuge
    - Lake Patricia National Wildlife Refuge
    - Lost Lake National Wildlife Refuge
    - McLean National Wildlife Refuge
    - Pretty Rock National Wildlife Refuge
    - Sheyenne Lake National Wildlife Refuge
    - Stewart Lake National Wildlife Refuge
    - White Lake National Wildlife Refuge

  - Lake Ilo National Wildlife Refuge
- Des Lacs National Wildlife Refuge Complex
  - Crosby Wetland Management District
    - Lake Zahl National Wildlife Refuge

  - Des Lacs National Wildlife Refuge
  - Lostwood National Wildlife Refuge
  - Lostwood Wetland Management District
    - Shell Lake National Wildlife Refuge
- Devils Lake Wetland Management District
  - Ardoch National Wildlife Refuge
  - Brumba National Wildlife Refuge
  - Kellys Slough National Wildlife Refuge
  - Lake Alice National Wildlife Refuge
  - Lambs Lake National Wildlife Refuge
  - Little Goose National Wildlife Refuge
  - Pleasant Lake National Wildlife Refuge
  - Rock Lake National Wildlife Refuge
  - Rose Lake National Wildlife Refuge
  - Silver Lake National Wildlife Refuge
  - Snyder Lake National Wildlife Refuge
  - Stump Lake National Wildlife Refuge
  - Sullys Hill National Game Preserve
  - Wood Lake National Wildlife Refuge
- J. Clark Salyer National Wildlife Refuge
  - Buffalo Lake National Wildlife Refuge
  - Cottonwood Lake National Wildlife Refuge
  - Lords Lake National Wildlife Refuge
  - Rabb Lake National Wildlife Refuge
  - School Section Lake National Wildlife Refuge
  - Willow Lake National Wildlife Refuge
  - Wintering River National Wildlife Refuge
- J. Clark Salyer Wetland Management District
- Kulm Wetland Management District
  - Bone Hill Creek National Wildlife Refuge
  - Dakota Lake National Wildlife Refuge
  - Maple River National Wildlife Refuge
- Long Lake National Wildlife Refuge
  - Appert Lake National Wildlife Refuge
  - Canfield Lake National Wildlife Refuge
  - Florence Lake National Wildlife Refuge
  - Hutchinson Lake National Wildlife Refuge
  - Lake George National Wildlife Refuge
  - Long Lake Wetland Management District
  - Springwater National Wildlife Refuge
  - Slade National Wildlife Refuge
  - Sunburst Lake National Wildlife Refuge
- Tewaukon National Wildlife Refuge
  - Storm Lake National Wildlife Refuge
  - Wild Rice Lake National Wildlife Refuge
- Upper Souris National Wildlife Refuge

## Ohio
- Ottawa National Wildlife Refuge Complex
  - Cedar Point National Wildlife Refuge
  - Ottawa National Wildlife Refuge
  - West Sister Island National Wildlife Refuge

## Oklahoma
- Deep Fork National Wildlife Refuge
- Little River National Wildlife Refuge
- Optima National Wildlife Refuge
- Ozark Plateau National Wildlife Refuge
- Salt Plains National Wildlife Refuge
- Sequoyah National Wildlife Refuge
- Tishomingo National Wildlife Refuge
- Washita National Wildlife Refuge
- Wichita Mountains Wildlife Refuge

## Oregon
- Klamath Basin National Wildlife Refuges Complex (CA und OR)
  - Bear Valley National Wildlife Refuge
  - Klamath Marsh National Wildlife Refuge
  - Upper Klamath National Wildlife Refuge
  - Lower Klamath National Wildlife Refuge (CA und OR)
- Malheur National Wildlife Refuge
- Mid-Columbia River National Wildlife Refuge Complex
  - Cold Springs National Wildlife Refuge
  - McKay Creek National Wildlife Refuge
  - Umatilla National Wildlife Refuge
- Oregon Coast National Wildlife Refuge Complex
  - Bandon Marsh National Wildlife Refuge
  - Cape Meares National Wildlife Refuge
  - Nestucca Bay National Wildlife Refuge
  - Oregon Islands National Wildlife Refuge
  - Siletz Bay National Wildlife Refuge
  - Three Arch Rocks National Wildlife Refuge
- Sheldon-Hart Mountain National Wildlife Refuge Complex (NV und OR)
  - Hart Mountain National Antelope Refuge
- Tualatin River National Wildlife Refuge
- Wapato Lake National Wildlife Refuge
- Willamette Valley National Wildlife Refuge Complex
  - Ankeny National Wildlife Refuge
  - Baskett Slough National Wildlife Refuge
  - William L. Finley National Wildlife Refuge

## Pennsylvania
- Cherry Valley National Wildlife Refuge
- Erie National Wildlife Refuge
- John Heinz National Wildlife Refuge at Tinicum

## Rhode Island
- Rhode Island National Wildlife Refuge Complex
  - Block Island National Wildlife Refuge
  - John H. Chafee National Wildlife Refuge
  - Ninigret National Wildlife Refuge
  - Sachuest Point National Wildlife Refuge
  - Trustom Pond National Wildlife Refuge

## South Carolina
- Cape Romain National Wildlife Refuge
  - Santee National Wildlife Refuge
- Carolina Sandhills National Wildlife Refuge
- Ernest F. Hollings ACE Basin National Wildlife Refuge
- Savannah Coastal Refuges Complex (verwaltet in Georgia)
  - Pinckney Island National Wildlife Refuge
  - Savannah National Wildlife Refuge
  - Tybee National Wildlife Refuge
- Waccamaw National Wildlife Refuge

## South Dakota
- Huron Wetland Management District
- Lacreek National Wildlife Refuge
  - Bear Butte National Wildlife Refuge
- Lake Andes National Wildlife Refuge Complex
  - Lake Andes National Wildlife Refuge
  - Lake Andes Wetland Management District
  - Karl E. Mundt National Wildlife Refuge
- Madison Wetland Management District
- Sand Lake National Wildlife Refuge
- Waubay National Wildlife Refuge
- Waubay Wetland Management District

## Tennessee
- Cross Creeks National Wildlife Refuge
- Hatchie National Wildlife Refuge
- Tennessee National Wildlife Refuge
- West Tennessee National Wildlife Refuge Complex
  - Chickasaw National Wildlife Refuge
  - Lake Isom National Wildlife Refuge
  - Lower Hatchie National Wildlife Refuge
  - Reelfoot National Wildlife Refuge

## Texas
- Anahuac National Wildlife Refuge
- Aransas National Wildlife Refuge
- Attwater Prairie Chicken National Wildlife Refuge
- Balcones Canyonlands National Wildlife Refuge
- Big Boggy National Wildlife Refuge
- Brazoria National Wildlife Refuge
- Buffalo Lake National Wildlife Refuge
- Grulla National Wildlife Refuge
- Hagerman National Wildlife Refuge
- Laguna Atascosa National Wildlife Refuge
- Lower Rio Grande Valley National Wildlife Refuge
- McFaddin National Wildlife Refuge
- Muleshoe National Wildlife Refuge
- Neches River National Wildlife Refuge
- San Bernard National Wildlife Refuge
- Santa Ana National Wildlife Refuge
- Texas Point National Wildlife Refuge
- Trinity River National Wildlife Refuge

## Utah
- Bear River Migratory Bird Refuge
- Fish Springs National Wildlife Refuge
- Ouray National Wildlife Refuge

## Vermont
- Missisquoi National Wildlife Refuge

## Virginia
- Back Bay National Wildlife Refuge
- Chincoteague National Wildlife Refuge
- Eastern Shore of Virginia National Wildlife Refuge
- Featherstone National Wildlife Refuge
- Fisherman Island National Wildlife Refuge
- Great Dismal Swamp National Wildlife Refuge
- James River National Wildlife Refuge
- Elizabeth Hartwell Mason Neck National Wildlife Refuge
- Nansemond National Wildlife Refuge
- Occoquan Bay National Wildlife Refuge
- Plum Tree Island National Wildlife Refuge
- Presquile National Wildlife Refuge
- Rappahannock River Valley National Wildlife Refuge
- Wallops Island National Wildlife Refuge

## Washington
- Columbia National Wildlife Refuge
- Conboy Lake National Wildlife Refuge
- Copalis National Wildlife Refuge
- Dungeness National Wildlife Refuge
- Flattery Rocks National Wildlife Refuge
- Franz Lake National Wildlife Refuge
- Grays Harbor National Wildlife Refuge
- Julia Butler Hansen Refuge for the Columbian White-Tailed Deer
- Lewis and Clark National Wildlife Refuge
- Little Pend Oreille National Wildlife Refuge
- McNary National Wildlife Refuge
- Nisqually National Wildlife Refuge
- Pierce National Wildlife Refuge
- Protection Island National Wildlife Refuge
- Quillayute Needles National Wildlife Refuge
- Ridgefield National Wildlife Refuge
- Saddle Mountain National Wildlife Refuge
- San Juan Islands National Wildlife Refuge
- Steigerwald Lake National Wildlife Refuge
- Toppenish National Wildlife Refuge
- Turnbull National Wildlife Refuge
- Umatilla National Wildlife Refuge
- Willapa National Wildlife Refuge

## West Virginia
- Canaan Valley National Wildlife Refuge
- Ohio River Islands National Wildlife Refuge

## Wisconsin
- Driftless Area National Wildlife Refuge
- Fox River National Wildlife Refuge
- Gravel Island National Wildlife Refuge
- Green Bay National Wildlife Refuge
- Horicon National Wildlife Refuge
- Leopold Wetland Management District
- Necedah National Wildlife Refuge
- St. Croix Wetland Management District
- Trempealeau National Wildlife Refuge
- Upper Mississippi River National Wildlife and Fish Refuge
- Whittlesey Creek National Wildlife Refuge

## Wyoming
- verwaltet unter Arapaho National Wildlife Refuge (in Colorado)
  - Bamforth National Wildlife Refuge
  - Hutton Lake National Wildlife Refuge
  - Mortenson Lake National Wildlife Refuge
  - Pathfinder National Wildlife Refuge
- National Elk Refuge
- Seedskadee National Wildlife Refuge
  - Cokeville Meadows National Wildlife Refuge

## Karibik
- Caribbean Islands National Wildlife complex
  - Buck Island National Wildlife Refuge
  - Cabo Rojo National Wildlife Refuge
  - Culebra National Wildlife Refuge
  - Desecheo National Wildlife Refuge
  - Green Cay National Wildlife Refuge
  - Laguna Cartagena National Wildlife Refuge
  - Navassa Island National Wildlife Refuge
  - Sandy Point National Wildlife Refuge
  - Vieques National Wildlife Refuge

## Außengebiete der Vereinigten Staaten

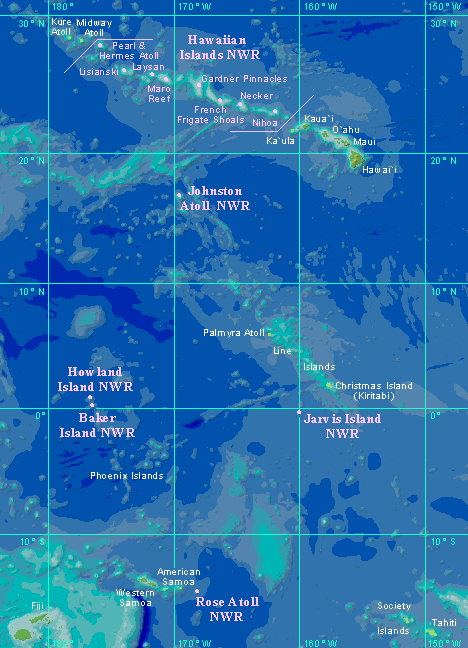
Karte der Hawaiianischen und entfernt liegenden Pazifischen Inseln

- Baker Island National Wildlife Refuge
- Guam National Wildlife Refuge
- Howland Island National Wildlife Refuge
- Jarvis Island National Wildlife Refuge
- Johnston Atoll National Wildlife Refuge
- Kingman Reef National Wildlife Refuge
- Mariana Arc Of Fire National Wildlife Refuge
- Mariana Trench National Wildlife Refuge
- Midway Atoll National Wildlife Refuge
- Palmyra Atoll National Wildlife Refuge
- Rose Atoll National Wildlife Refuge
- Wake Atoll National Wildlife Refuge

## Nachweise
1. ↑  U.S. Fish and Wildlife Service: Frequently Asked Questions (Memento des Originals vom 15. Mai 2021 im Internet Archive)  Info: Der Archivlink wurde automatisch eingesetzt und noch nicht geprüft. Bitte prüfe Original- und Archivlink gemäß Anleitung und entferne dann diesen Hinweis.. Abgerufen am 7. August 2021 (englisch)
2. ↑  U.S. Fish and Wildlife Service: Recent Refuges (Memento des Originals vom 29. Oktober 2021 im Internet Archive)  Info: Der Archivlink wurde automatisch eingesetzt und noch nicht geprüft. Bitte prüfe Original- und Archivlink gemäß Anleitung und entferne dann diesen Hinweis.. Abgerufen am 7. August 2021 (englisch)